# Justify My Love
"Justify My Love" là một bài hát của nghệ sĩ thu âm người Mỹ Madonna nằm trong album tuyệt phẩm đầu tiên của cô, The Immaculate Collection (1990). Nó được phát hành vào ngày 30 tháng 10 năm 1990 như là đĩa đơn đầu tiên trích từ album bởi Sire Records. Sau đó, bài hát còn xuất hiện trong tuyển tập Celebration (2009). Được viết lời bởi Lenny Kravitz và Ingrid Chavez, với sự tham gia hỗ trợ viết lời từ Madonna, tuy nhiên ban đầu Chavez không được đề cập vào bài hát, dẫn đến một vụ kiện chống lại Kravitz. Chavez giải quyết vấn đề này ngoài tòa án, trong đó điều khoản bao gồm một phần lợi nhuận bản quyền. Phong cách hát của Madonna trong bài hát chủ yếu là nói và thì thầm, hầu như không hát rõ, một phong cách mà cô tiếp tục theo đuổi trong album tiếp theo Erotica (1992).
Về mặt âm nhạc, "Justify My Love" lấy cảm hứng từ nhạc trip hop, với nội dung đề cập đến chuyện tình cảm lẫn tình dục. Nó nhận được những ý kiến trái chiều từ các nhà phê bình tư tưởng cũ, nhưng lại được giới phê bình đương đại đánh giá cao, trong đó họ gọi đây là một trong những bài hát hay nhất của Madonna từ trước đến nay. Bài hát đã trở thành đĩa đơn quán quân thứ chín của Madonna trên bảng xếp hạng Billboard Hot 100, và lọt vào top 10 của nhiều quốc gia như Úc, Canada, Phần Lan, New Zealand, Ý, Thụy Sĩ và Vương quốc Anh.
Video ca nhạc cho "Justify My Love" được đạo diễn bởi Jean-Baptiste Mondino, trong đó Madonna hóa thân thành một người phụ nữ đi bộ trong hành lang khách sạn, với vẻ ngoài đau khổ và mệt mỏi. Sau đó, cô bị dụ dỗ để quan hệ tình dục với một người đàn ông và một người phụ nữ bí ẩn. Nó đã gây ra tranh cãi trên toàn thế giới, do những hình ảnh dung tục rõ ràng của nó, dẫn đến quyết định cấm phát sóng từ MTV và các kênh truyền hình khác. Video ra mắt trên truyền hình Mỹ vào ngày 3 tháng 12 năm 1990 trong chương trình tin tức ban đêm Nightline của ABC còn bao gồm những hình ảnh của khổ dâm, thị dâm, và tình dục lưỡng tính. Bài hát đã xuất hiện trong danh sách trình diễn thuộc ba chuyến lưu diễn trong sự nghiệp của cô, gần nhất là tại MDNA Tour (2012). "Justify My Love" đến nay vẫn là một trong những tác phẩm gây tranh cãi nhất trong sự nghiệp của Madonna. Nó cũng thường xuyên được hát và nhại lại bởi nhiều nghệ sĩ khác.

## Danh sách bài hát
| Đĩa đơn cassette tại Mỹ và Vương quốc Anh, Đĩa 7" và CD 3" tại Nhật 1. "Justify My Love" (bản album) – 4:58 2. "Express Yourself" (1990) (Shep's 'Spressin' Himself Re-Remix) – 4:02 Đĩa CD maxi tại Mỹ 1. "Justify My Love" (Q-Sound Mix) – 4:54 2. "Justify My Love" (Orbit 12" Mix) – 7:16 3. "Justify My Love" (Hip Hop Mix) – 6:30 4. "Express Yourself" (1990) (Shep's 'Spressin' Himself Re-Remix) – 9:30 5. "Justify My Love" (The Beast Within Mix) – 6:10 Đĩa 12" tại Canada và Úc 1. "Justify My Love" (Orbit 12" Mix) – 7:16 2. "Justify My Love" (Hip Hop Mix) – 6:30 3. "Justify My Love" (The Beast Within Mix) – 6:10 4. "Express Yourself" (1990) (Shep's 'Spressin' Himself Re-Remix) – 9:30 | Đĩa 12" / CD Maxi tại châu Âu 1. "Justify My Love" (Hip Hop Mix) – 6:30 2. "Justify My Love" (Q-Sound Mix) – 4:54 3. "Justify My Love" (The Beast Within Mix) – 6:10 Đĩa CD tại châu Âu / Đĩa hình 12" giới hạn tại Vương quốc Anh 1. "Justify My Love" (William Orbit Remix) – 7:07 2. "Justify My Love" (bản album) – 4:58 3. "Express Yourself" (1990) (Shep's 'Spressin' Himself Re-Remix) – 4:02 |

## Xếp hạng
| Bảng xếp hạng (1990-91)                  | Vị trí cao nhất |
| ---------------------------------------- | --------------- |
| Úc (ARIA)                                | 4               |
| Áo (Ö3 Austria Top 40)                   | 9               |
| Bỉ (Ultratop 50 Flanders)                | 9               |
| Canada (RPM)                             | 1               |
| Canada Dance/Urban (RPM)                 | 3               |
| Châu Âu (European Hot 100 Singles)       | 3               |
| Phần Lan (Suomen virallinen lista)       | 1               |
| Pháp (SNEP)                              | 17              |
| Đức (Official German Charts)             | 10              |
| Ireland (IRMA)                           | 3               |
| Ý (FIMI)                                 | 2               |
| Hà Lan (Dutch Top 40)                    | 4               |
| Hà Lan (Single Top 100)                  | 5               |
| New Zealand (Recorded Music NZ)          | 5               |
| Na Uy (VG-lista)                         | 3               |
| Tây Ban Nha (PROMUSICAE)                 | 3               |
| Thụy Điển (Sverigetopplistan)            | 8               |
| Thụy Sĩ (Schweizer Hitparade)            | 3               |
| Anh Quốc (OCC)                           | 2               |
| Hoa Kỳ Billboard Hot 100                 | 1               |
| Hoa Kỳ Dance Club Songs (Billboard)      | 1               |
| Hoa Kỳ Hot R&B/Hip-Hop Songs (Billboard) | 42              |

| Bảng xếp hạng (1990)                 | Vị trí |
| ------------------------------------ | ------ |
| Italy (Hit Parade)                   | 15     |
| UK Singles (Official Charts Company) | 43     |
| Bảng xếp hạng (1991)                 | Vị trí |
| Australia (ARIA)                     | 102    |
| Belgium (Ultratop 50 Flanders)       | 92     |
| Canada Top Singles (RPM)             | 44     |
| Canada Dance/Urban (RPM)             | 29     |
| Europe (European Hot 100 Singles)    | 23     |
| Germany (Official German Charts)     | 66     |
| Netherlands (Dutch Top 40)           | 111    |
| Norway Winter Period (VG-lista)      | 17     |
| US Billboard Hot 100                 | 21     |
| US Hot Dance Club Songs (Billboard)  | 9      |

## Chứng nhận
| Quốc gia                                                                           | Chứng nhận | Số đơn vị/doanh số chứng nhận |
| ---------------------------------------------------------------------------------- | ---------- | ----------------------------- |
| Úc (ARIA)                                                                          | Vàng       | 35.000^                       |
| Canada (Music Canada)                                                              | Vàng       | 50.000^                       |
| Anh Quốc (BPI)                                                                     | Bạc        | 200.000^                      |
| Hoa Kỳ (RIAA)                                                                      | Bạch kim   | 1.000.000^                    |
| * Chứng nhận dựa theo doanh số tiêu thụ. ^ Chứng nhận dựa theo doanh số nhập hàng. |            |                               |